# 伊万诺夫斯卡亚农村居民点
伊万诺夫斯卡亚农村居民点（俄语：Сельское поселение Ивановское）是俄罗斯联邦沃洛格达州瓦什金斯基区所属的一个农村居民点。其下辖有14个居民点，行政中心为伊万诺夫斯卡亚。据2015年统计，该农村居民点的人口为366人。